# Țara de Jos

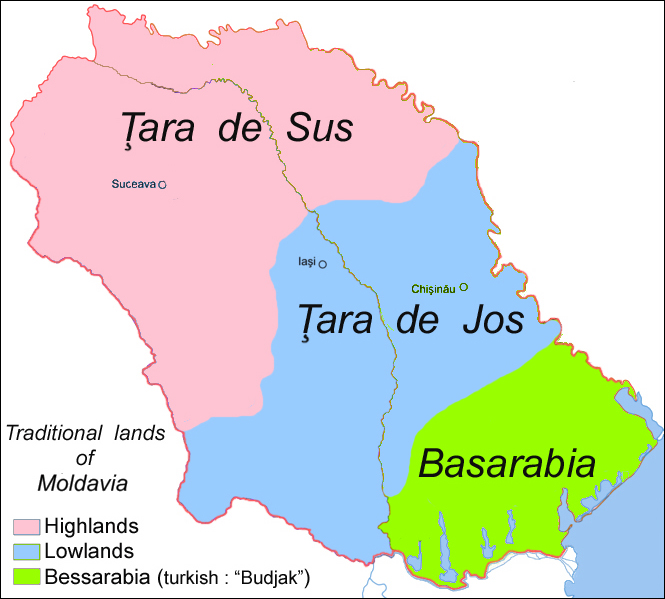
Amplasarea Țării de Jos în cadrul Principatului Moldovei.

Țara de Jos (sau Moldova de Jos) a fost una dintre cele trei regiuni geografico-culturale ale Principatului Moldovei, care s-a întins pe cel mai dens populat teritoriu, jucând rolul principal în structura administrativ-teritorială a principatului. 
Țara de Jos este o denumire dată părții de sud-est a Moldovei. Începând cu 1436, când fiii lui Alexandru cel Bun, Iliaș și Ștefan al II-lea, și-au împărțit puterea în Moldova, Ștefan și-a exercitat-o peste această parte a țării, având titlul de „voievod” cu reședința la Vaslui, fiind în același timp și primul membru al sfatului domnesc de la Suceava.

## Împărțirea administrativ-teritorială
Țara de Jos era împărțită în 12 ținuturi:
- Ținutul Iașilor (centru: Iași — capitala principatului începând cu a doua domnie a lui Alexandru Lăpușneanu -1564[2]);
- Ținutul Cârligătura (centru: Târgu Frumos);
- Ținutul Covurluiului (centru: Galați);
- Ținutul Fălciu (centru: Fălciu);
- Ținutul Lăpușnei (centru: până la venirea turcilor era Tighina, apoi Lăpușna);
- Ținutul Orheiului (centru: Orhei);
- Ținutul Putnei (centru: Focșani);
- Ținutul Romanului (centru: Roman);
- Ținutul Soroca (centru: Soroca);
- Ținutul Tecuciului (centru: Tecuci);
- Ținutul Tutova (centru: Bârlad);
- Ținutul Vasluiului (centru: Vaslui).